# Magnetoscopia
La magnetoscopia, o ispezione con particelle magnetiche o ancora più semplicemente controllo magnetico, è un metodo di controllo non distruttivo superficiale idoneo per individuare e dimensionare discontinuità, sia aperte in superficie sia prossime alla superficie (sub-superficiali), come cricche, inclusioni, ripiegature e microritiri, in materiali ferromagnetici (ferro, nichel, cobalto e alcune delle loro leghe).

## Teoria
Il metodo sfrutta le proprietà magnetiche dei materiali.
Una barra di materiale ferromagnetico lineare a sezione costante sede di un campo longitudinale uniforme di induzione, non prossima al valore di saturazione, presenta intorno alla sua superficie un flusso disperso di lieve entità distribuito in modo uniforme. Qualora invece fosse presente una discontinuità nella barra il campo magnetico risulterà perturbato per via dell'aumento della riluttanza. Alcune linee di forza passeranno sotto la discontinuità, altre l'attraverseranno e altre ancora usciranno dal pezzo causando la formazione di poli magnetici in corrispondenza dei quali si andranno ad accumulare le particelle ferrose applicate.

## Descrizione
La profondità d'indagine dipende da:
1. dimensioni del campione
2. caratteristiche elettriche e magnetiche del campione
3. intensità e tipo di corrente di magnetizzazione, in particolare:
  - corrente continua: massima profondità, ideale per la rilevazione di difetti sub-superficiali in impianti fissi
  - corrente alternata: utilizzata alla frequenza di rete ed è usata per difetti superficiali a causa dell'effetto pelle
  - corrente raddrizzata in semionda o onda intera monofase: normalmente del tipo a una sola semionda perché genera un campo magnetico che assomma le caratteristiche degli altri due. La corrente trifase viene utilizzata su impianti fissi con rilevatore liquido.

La rilevazione dei difetti viene fatta utilizzando polveri o liquidi contenenti particelle magnetiche finissime con altissima permeabilità magnetica e bassissima forza coercitiva.
Le polveri sono generalmente costituite da grani di ferro o ossido di ferro (Fe3O4) addizionati con un pigmento colorato che ne facilita la visione per effetto del contrasto cromatico con la superficie del campione. La dimensione delle particelle influisce sul contrasto e la definizione, maggiore è la dimensione maggiore sarà il contrasto e dunque si avrà un minore definizione.
I liquidi magnetici si dividono in:
- liquidi visibili a luce normale: sospensioni di polveri magnetiche, di dimensioni di qualche micrometro, in speciali veicoli contenenti pigmenti neri (per superfici bianche) o rossi (per superfici nere)
- liquidi fluorescenti: l'unica differenza sta nel fatto che i veicoli contengono sostanze fluorescenti che in una camera oscura rendono visibile il difetto

Nel caso vengano utilizzati liquidi fluorescenti si rende necessario l'utilizzo di una lampada di Wood o lampada a luce nera che lascia passare raggi con lunghezza d'onda compresa tra 300 e 400 nm.
L'elettromagnete può essere portatile (giogo o solenoide) o di tipo fisso da banco.

## Procedura pratica
Per quanto riguarda il controllo in umido (con particelle ferromagnetiche in sospensione acquosa o oleosa) la procedura pratica si articola in 6 fasi fondamentali:
- Preparazione della superficie: La superficie del pezzo in osservazione deve essere perfettamente pulita e sgrassata per evitare false indicazioni.
- Magnetizzazione: avviene introducendo nel pezzo una corrente elettrica ad alta intensità e bassa tensione o con l'utilizzo di elettromagneti. La direzione ideale del campo magnetico è quella perpendicolare alla discontinuità di cui si è alla ricerca. Sono comunque accettabili direzioni formanti angoli superiori ai 45°.
- Irrorazione del rilevatore: il rilevatore può essere applicato in forma secca o in dispersione in liquido. In caso di rilevatore liquido esso è irrorato con spruzzatori azionati manualmente o automaticamente. Poiché le polveri magnetiche tendono a precipitare, un dispositivo installato nel bancale magnetico provvede al continuo rimescolamento della sospensione.
- Ispezione: avviene sotto luce naturale in caso di rilevatore a contrasto di colore o in una cabina oscurata dove il pezzo viene illuminato da luce nera (luce di Wood, UV) in caso di rilevatore fluorescente.
- Smagnetizzazione: l'operazione permette di far perdere al pezzo il magnetismo residuo laddove risulti dannoso. Viene effettuato semplicemente facendo passare il pezzo in un tunnel di smagnetizzazione che agisce riducendo progressivamente il ciclo d'isteresi, portandolo a valori trascurabili.
- Pulizia finale: permette di eliminare i residui di rilevatore rimasti sul pezzo per riportarlo all'aspetto iniziale.

Affinché i difetti possano essere rilevati è importante che siano orientati in modo tale da essere intercettati dalle linee di forza del flusso magnetico indotto, pertanto lo stesso pezzo viene sottoposto a controllo in due diverse direzioni tra loro ortogonali.

## Applicazioni
Il metodo trova numerose applicazioni in campo aeronautico e in tutti i settori industriali in cui vengono impiegati materiali ferromagnetici (es. industria automobilistica e petrolchimica). Tipici casi in cui viene applicata sono: fusioni in acciaio a struttura ferritica, i fucinati, gli estrusi, gli stampati, le saldature e altri componenti a matrice ferritica.